# Georg Sørensen (erhvervsmand)
 Der er flere personer med dette navn, se Georg Sørensen.
Georg Sørensen (født 12. februar 1959 i Viborg) er en dansk erhvervsmand, der er administrerende direktør i MCH Messecenter Herning Kongrescenter, hvor han har været ansat siden 1983. Han har siden 2002 været medlem af bestyrelsen for VisitDenmark og blev i 2007 udnævnt til bestyrelsesformand af erhvervs- og økonomiminister Bendt Bendtsen. Georg Sørensen er desuden medlem af arbejdsgruppen omkring oplevelsesøkonomien under Videnskabsministeriet, medlem af Advisory Board for Leisure Management samt repræsentantskabsmedlem i Erhvervsrådet Herning-Ikast-Brande-Åskov. 
Georg Sørensen er idémand bag MCH's Vision 2025, som bl.a. indbefatter superarena, svævebaner, drive in bio og oplevelsesland i Herning. Georg Sørensen er desuden initiativtager til "Tour de France au Danemark". Han modtog i 2003 Årets Initiativpris (Herning-Ikast-Brande-Åskovs erhvervsråd). I 2008 fik Georg Sørensen overrakt Dagbladet Børsens særlige Gazelle-pris til erhvervspersonligheder. Prisen uddeles kun ved sjældne og særlige lejligheder – og kun til enkeltpersoner, der har gjort sig nævneværdigt bemærket. I februar 2011 modtog Georg Sørensen Havfrueprisen fra Danske Rejseskribenter for sin indsats for at fremme turisme i Danmark. 